# Гигирёво (городской округ Солнечногорск)
Гигирёво — деревня в Московской области России. Входит в городской округ Солнечногорск. Население — 2 чел. (2010).

## Название
Ё в названии на основании Общероссийского классификатора территорий муниципальных образований (ОКТМО) от февраля 2015 года.

## География
Деревня Гигирёво расположена на севере Московской области, в северо-восточной части округа, примерно в 6,5 км к востоку от центра города Солнечногорска, по правому берегу впадающей в Сенежское озеро реки Мазихи. К деревне приписано 6 садоводческих товариществ. Ближайшие населённые пункты — деревни Редино и Хметьево.

## Население
| 1852 | 1859 | 1890 | 1899 | 1926 | 1966 | 1998 |
| ---- | ---- | ---- | ---- | ---- | ---- | ---- |
| 64   | ↘63  | ↗114 | ↗133 | ↗157 | ↘20  | ↘0   |
| 2002 | 2010 |      |      |      |      |      |
| →0   | ↗2   |      |      |      |      |      |

## История
Гигирёво, сельцо 1-го стана, Евреинова, Николая Антоновича, Лекаря, крестьян 38 душ мужского пола, 26 женского, 13 дворов, 53 версты от столицы, 28 от уездного города, близ шоссе.— Нистрем К. Указатель селений и жителей уездов Московской губернии, 1852 г.
В «Списке населённых мест» 1862 года — владельческое сельцо 1-го стана Клинского уезда Московской губернии по левую сторону Санкт-Петербурго-Московского шоссе от Клина к Москве, в 28 верстах от уездного города и 7 верстах от становой квартиры, при пруде и колодцах, с 9 дворами и 63 жителями (35 мужчин, 28 женщин).
По данным на 1899 год — деревня Солнечногорской волости Клинского уезда с 133 душами населения.
В 1913 году — 28 дворов, усадьба Мясникова.
По материалам Всесоюзной переписи населения 1926 года — центр Гигирёвского сельсовета Солнечногорской волости Клинского уезда в 5,3 км от Ленинградского шоссе и 7,5 км от станции Подсолнечная Октябрьской железной дороги, проживало 157 жителей (77 мужчин, 80 женщин), насчитывалось 33 хозяйства, среди которых 32 крестьянских.
С 1929 года — населённый пункт в составе Солнечногорского района Московского округа Московской области. Постановлением ЦИК и СНК от 23 июля 1930 года округа как административно-территориальные единицы были ликвидированы.
1929—1939 гг. — деревня Гришинского сельсовета Солнечногорского района.
1939—1957, 1960—1963, 1965—1994 гг. — деревня Солнечногорского сельсовета Солнечногорского района.
1957—1960 гг. — деревня Солнечногорского сельсовета Химкинского района.
1963—1965 гг. — деревня Солнечногорского сельсовета Солнечногорского укрупнённого сельского района.
С 1994 до 2006 гг. деревня входила в Солнечногорский сельский округ Солнечногорского района.
С 2005 до 2019 гг. деревня включалась в городское поселение Солнечногорск Солнечногорского муниципального района.
С 2019 года деревня входит в городской округ Солнечногорск.